# Bim Diederich

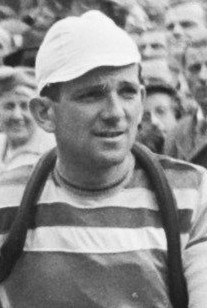
Bim Diederich (1952)

Bim Diederich, eigentlich Jean Diederich (* 20. Februar 1922 in Esch-Uelzecht, Luxemburg; † 6. Dezember 2012), war ein luxemburgischer Radsportler.

## Leben
Seinen Spitznamen Bim erhielt Diederich, als er als 16-Jähriger in einer Apotheke arbeitete und so auch das Potenzmittel "Yohimbine", kurz "Joe Bim" genannt, verkaufte. Seit 1937 war er Mitglied des Vereins Union Cycliste Pétange (UCP) und fuhr sein erstes Rennen 1939. Im Juli 1947 wechselte er ins Profilager.
Seinen größten sportlichen Erfolg hatte er in der Tour de France von 1951, als er drei Tage im Maillot jaune fuhr und die Etappe von Reims nach Gand gewann. An der bei Radsportlern berüchtigten Mauer von Geraardsbergen düpierte er seinerzeit seine drei Mitführenden, weshalb er auch Duc de Grammont (Grammont = französisch für Geraardsbergen) genannt wurde. 1952 siegte er im französischen Etappenrennen Tour de Lorraine. 
1954 fuhr er sein letztes Rennen, die Luxemburg-Rundfahrt, bei der er den 11. Platz belegte. Danach betrieb er eine Fahrradwerkstatt in Petingen.

## Familiäres
Diederich ist der Schwiegervater des Radsportlers Lucien Didier und der Großvater von Laurent Didier. 

## Ehrungen
In seinem Heimatort hat die Gemeinde ihm zu Ehren eine Galerie mit Erinnerungsstücken aus seiner sportlichen Karriere in der örtlichen Sporthalle eingerichtet.

## Erfolge
Bim Diederich hatte in seiner Laufbahn zwischen 1946 und 1954 insgesamt 14 Siege errungen. Dazu gehören mehrere Etappengewinne während der Tour de France 1950, 1951 und 1952.